# Andrzej Kamieniecki
Andrzej Kamieniecki herbu Pilawa – cześnik kijowski w latach 1716–1752.
Był elektorem Stanisława Leszczyńskiego w 1733 roku.